# Braine-l'Alleud
Braine-l'Alleud là một đô thị ở tỉnh Walloon Brabant, khoảng 20 km về phía nam của Brussels.  Đô thị Braine-l'Alleud gồm các đô thị cũ Braine-l'Alleud proper, Ophain-Bois-Seigneur-Isaac, và Lillois-Witterzée.  

## Cư dân nổi tiếng
- Désiré-Joseph Mercier (1851-1926)
- Paul-Henri Spaak, chính khách (1899-1972)
- Gaston Reiff, vận động viên (1921-1992)

## Thành phố kết nghĩa
- Pháp: Alençon
- Pháp: Ouistreham Riva-Bella
- Đức: Menden
- Anh Quốc: Basingstoke and Deane
- Canada: Drummondville, Quebec
- Cộng hòa Séc: Slapanice